# Rue Claudius-Pionchon
La rue Claudius-Pionchon est une voie des quartiers de la Ferrandière ou Villette-Paul-Bert dans le 3e arrondissement de Lyon, en  France. Elle honore l'industriel lyonnais Claudius Pionchon (1875-1954).

## Situation
D'orientation nord-sud, la voie possède une numérotation côté impair à l'est de 11 à 33 et côté pair à l'ouest de 4 à 30. Depuis le nord, en limite de Lyon et de Villeurbanne, elle prolonge la rue du 24-Février-1848  située à Villeurbanne au croisement avec la voie dénommée rue du 14-Juillet-1789 à Villeurbanne et rue Sainte-Sidoine à Lyon. Elle croise ou sert de tenant ou d'aboutissant aux voies suivantes : la rue Saint-Victorien (croisement), la place de la Ferrandière, la rue de Nazareth. Enfin, elle aboutit à la rue Sainte-Anne-de-Baraban.

## Accès
En matières de transports en commun, la voie est desservie depuis la place de la Ferrandière au sud par les lignes    à l'arrêt Sacré-Cœur. La rue est également desservie au nord, par les lignes   et   à l'arrêt Institut d'Art-contemporain sur le cours Tolstoï à Villeurbanne.

## Odonymie
La voie est attestée depuis 1860 sous le nom de rue Sainte-Pauline. Après 1920, sa partie villeurbannaise, au nord, prend le nom de rue du 24-Février-1848 sans que sa partie lyonnaise ne change de nom. En 1960, elle est rebaptisée rue Claudius-Pionchon, honorant l'industriel lyonnais Claudius Pionchon, né à Lyon le 5 juin 1875 et mort dans la même ville le 29 juillet 1954. Il est le fondateur de la maison Fournier et Pionchon. Il a été juge au tribunal de commerce, administrateur de l'école de la Martinière et de la société d'enseignement professionnel du Rhône. Il a également été actif dans diverses associations économiques dont l'AICA servant de base aux petites et moyennes entreprises.

## Histoire
La rue se voit attribuer son nom actuel le 23 mars 1960 par délibération du conseil municipal.